# Semiothisa sufflata
Semiothisa sufflata là một loài bướm đêm trong họ Geometridae.